# Rybitwy (województwo wielkopolskie)
Rybitwy – wieś w Polsce położona w województwie wielkopolskim, w powiecie gnieźnieńskim, w gminie Łubowo.
Część wsi należąca do starostwa pobiedziskiego, pod koniec XVI wieku leżała w powiecie gnieźnieńskim województwa kaliskiego. W latach 1975–1998 miejscowość położona była w województwie poznańskim.

## Historia
Rybitwy wymienione zostały pośród innych polskich miejscowości w roku 1136 w tzw. Bulli gnieźnieńskiej jednym z najcenniejszych zabytków polskiej historiografii. We wsi znajduje się dworek z XIX wieku, drewniany wiatrak, dawna szkoła przeniesiona z Czerniejewa oraz stara chata z 1735 (również przeniesiona - z Marianowa). Wszystkie te obiekty oprócz wiatraka są w chwili obecnej zaadaptowane do celów mieszkalnych.